# Shangguan (Han Zhaodi)
Storänkekejsarinnan Shangguan (上官太皇太后), kejsarinnan Shangguan (上官皇后), kejsarinnan Xiaozhao (孝昭皇后) eller änkekejsarinnan Shangguan (上官太后), född okänt år (troligen 89 f.Kr.), död 37 f.Kr., var en kinesisk kejsarinna, gift med kejsar Han Zhaodi. Hon spelade en ledande politisk roll i Kinas politiska liv. Hon är den yngsta kvinnan i Kinas historia som blivit änkekejsarinna och storänkekejsarinna. Hon styrde Kina som de facto regent under interregnumperioden mellan avsättningen av Markis Haihun och före tillträdet av Han Xuandi år 74 f.Kr.

## Biografi
Shangguans personliga namn är okänt. Hon var dotter till Shangguan An, sondotter till ämbetsmannen Shangguan Jie och dotterdotter till ämbetsmannen Huo Guang (hennes mors namn är okänt). Hennes farfar och morfar blev år 87 f.Kr. regenter i kejsar Han Zhaodis förmyndarregering. När hon fyllde fem år 84, föreslog hennes farfar ett äktenskap mellan henne och den tioårige kejsaren. Han lovade kejsarens syster prinsessan Eyis älskare Ding Wairen att han skulle se till att Ding fick tillstånd att gifta sig med Eyi om Ding övertygade Eyi att ge sitt stöd till äktenskapet. Planen fungerade och år 84 f.Kr. gifte sig Shangguan med barnkejsaren med titeln kejserlig gemål av jieyu-rangen; året därpå fick hon titeln kejsarinna.

### Kejsarinna
Efter giftermålet försökte hennes farfar och fars familj, Shangguan-klanen, uppfylla sitt löfte till Ding genom att ge honom titeln markis och något högre ämbete. Hennes morfar och hennes mors familj vägrade dock tillåta detta. Prinsessan Eyi, prins Dan av Yan och vice premiärminister Sang Hongyang bildade därför en komplott mot hennes morfar Huo Guang som iscensattes år 80 f.Kr. De anklagade Huo Guang för maktmissbruk inför den fjortonårige kejsaren, men lyckades inte få kejsaren att utfärda en arresteringsorder. Kejsaren utgick ifrån att deras rapport var falsk eftersom den refererade till en händelse som prins Dan omöjligen kunnat känna till, och han underrättade därför Huo Guang. Senare samma år inbjöds Huo Guang till prinsessan Eyi, med baktanken att mörda honom sedan han anlänt, varpå de skulle avsätta kejsaren och placera prins Dan på tronen. Planen avslöjades av en av Eyis tjänare och den avslöjade konspirationen ledde till arresteringen och avrättningen av de sammansvurna och deras familjer, däribland hela Shangguan-familjen, förutom den nioåriga kejsarinnan själv, medan prinsessan Eyi och prins Dan tvingades begå självmord.

### Änkekejsarinna
Kejsarinnan Shangguan fick inga barn: hon fyllde femton år samma år som kejsaren avled vid tjugo års ålder år 74 f.Kr. Kejsaren hade heller inga barn med någon annan. Det är inte troligt att hon hade något inflytande på den följande tronföljdskrisen. Hennes morfar, kejsarens regent Huo Guang, avgjorde tronföljden till förmån för den avlidne kejsarens brorson prins He av Changyi framför hans bror prins Liu X av Guangling, och He besteg tronen: han har blivit känd som Markis Haihun. Efter hans tronbestigning fick Shangguan titeln änkekejsarinna.
Huo Guang blev besviken på den nye kejsarens beteende och avgjorde snart att han borde avsättas. På grund av sin titel hade Shangguan en inflytelserik ställning vid det hierarkiska hovet och hon blev därför inblandad i statskuppen. Hon fick motta ett besök av sin morfar regenten och de övriga ämbetsmännen, som lade fram ett formellt klagomål över kejsaren och begärde att han skulle avsättas. Hon gav sitt tillstånd till planen och gav order om att kejsarens anhängare från Changyi (cirka 200 stycken) skulle utestängas från palatset, och de arresterades sedan av hennes morfars sammansvurne, general Zhang Anshi. Därefter kallade hon till sig kejsaren, som hon mötte sittande på en tron prydd med juveler omgiven av ämbetsmännen. De upproriska ämbetsmännen läste sedan upp anklagelserna mot kejsaren, som sedan förebrådde honom för hans försyndelser. Hon godkände sedan avsättningen av kejsaren.

### Regent
Under en månads tid efter kejsarens avsättning fungerade Shangguan som Kinas regent under interregnum-perioden som följde, då hon åhörde statsrapporterna och avgjorde alla statsärenden. Hennes morfar valde sedan ut Han Xuandi som näste tronföljare. Han var en avlägsen kejserlig släkting som hade förlorat sin kejserliga status på grund av en intrig. Shangguan godkände sin morfars förslag. För att undvika att en vanlig medborgare besteg tronen, gav hon Han Xuandi titeln markis, och samma dag besteg han tronen. Efter hans tronbestigning fick Shangguan titeln storänkekejsarinna: hon var fortfarande femton år gammal.

### Storänkekejsarinna
Som storänkekejsarinna under Xuandis regeringstid tycks Shangguan ha levt ett lugnt liv utan att blanda sig i politiken vid det kejserliga hovet, där hon genom sin titel hade en säker och bekväm plats i hovets hierarki. Hon tog emot sina släktingar som gäster, och tycks ha haft en god relation till kejsarinnan Xu Pingjun. När kejsarinnan år 71 f.Kr. förgiftades av Shangguans mormor Xian och ersattes av hennes moster Huo Chengjun, hade Shangguan troligen ingenting med saken att göra: det noterades tvärtom att hennes relation till den nästa kejsarinnan hennes moster Huo Chengjun, tvärtom var kyligare än den hade varit till kejsarinnan Xu Pingjun. 
År 68 avled hennes morfar Huo Guang. Vid det laget uppträdde hans familj Huo-klanen vid hovet som om de vore en andra kejsarfamilj, vilket upprörde kejsaren. År 67 f.Kr. utnämnde kejsaren sin son med sin första hustru till kronprins. Shangguans moster kejsarinnan Huo Chengjun försökte då på sin mor Xians order mörda kronprinsen. Hon gjorde upprepade försök utan framgång. Vid samma tid fick kejsaren veta att hans första kejsarinna hade mördats av Huo-klanen. Detta fick honom att avlägsna all faktisk makt från familjen. År 66 f.Kr. bekände Xian öppet för sin son att hon hade mördat kejsarinnan Xu Pingjun. Familjen Huo planerade då att mörda kejsaren i fruktan för att han skulle få reda på saken. Planen var att be Shangguan bjuda in kejsarens farmor, premiärminister, far och kejsarens första hustrus far och sedan mörda dem, varpå kejsaren själv skulle avsättas och ersättas med sin unge son Huo Yu. Komplotten avslöjades och hela Huo-klanen avrättades. 
Storänkekejsarinnan Shangguan själv var 23 år gammal när hela hennes släkt avrättades. Hon hade själv inte varit inblandad i komplotten. Hennes ställning som storänkekejsarinna gjorde henne oberörbar i det hierarkiska kejsarhovet. Hon nämns dock bara en enda gång efter detta: när hennes lärare Xiahou bar hon sorgkläder för hans skull, vilket uppfattades som en stor ära. Hon överlevde kejsar Xuandis död år 49 f.Kr., och tronbestigningen av hans son kejsar Yuan. 
Shangguan avled vid 52 års ålder år 37 f.Kr. Hon begrovs då bredvid sin avlidne make. 

### Allmänna källor
- Zizhi Tongjian, volymerna. 23, 24, 25, 27, 29.
- Hanshu, vol. 97, Del 1.